# Haltérophilie aux Jeux panarabes de 1997
Navigation
Édition précédente Édition suivante
L’haltérophilie aux Jeux panarabes de 1997 a comporté des épreuves pour 10 poids masculins avec une large domination de  l'Égypte  qui a remporté 24 des 30 médailles d’or en jeu. 

## Tableau des médailles
| Rang | Nation          | Or | Argent | Bronze | Total |
| ---- | --------------- | -- | ------ | ------ | ----- |
| 1    | Égypte          | 24 | 5      | 1      | 30    |
| 2    | Algérie         | 4  | 8      | 10     | 22    |
| 3    | Syrie           | 1  | 8      | 9      | 18    |
| 4    | Arabie saoudite | 1  | 1      | 5      | 7     |
| 5    | Liban           | 0  | 8      | 2      | 10    |
| 6    | Jordanie        | 0  | 0      | 3      | 3     |
|      | Total           | 30 | 30     | 30     | 90    |

## Médaillés
| Event       | Or                             | Argent                      | Bronze                             |       |       |
| 54 kg       | 54 kg                          | 54 kg                       | 54 kg                              | 54 kg | 54 kg |
| ----------- | ------------------------------ | --------------------------- | ---------------------------------- | ----- | ----- |
| Arraché     | Ali Hamid 105 kg               | Benammi Nafaâ 95 kg         | Ayed El Khawalda 95 kg             |       |       |
| Épaulé-jeté | Ali Hamid 135 kg               | Oussama Mestou 122,5 kg     | Ayed El Khawalda 120 kg            |       |       |
| Total       | Ali Hamid 240 kg               | Oussama Mestou 217,5 kg     | Ayed El Khawalda 215 kg            |       |       |
| 59 kg       |                                |                             |                                    |       |       |
| Arraché     | Said Asri 112,5 kg             | Mohamed Ousman 110 kg       | Benyan El-Dossary 105 kg           |       |       |
| Épaulé-jeté | Mohamed Ousman 140 kg          | Benyan El-Dossary 132,5 kg  | Said Asri 120 kg                   |       |       |
| Total       | Mohamed Ousman 250 kg          | Said Asri 242,5 kg          | Benyan El-Dossary 237,5 kg         |       |       |
| 64 kg       |                                |                             |                                    |       |       |
| Arraché     | Yousry Shallali 117,5 kg       | Maarouf Tarha 115 kg        | Mohamed Zaouhair Maghrabi 112,5 kg |       |       |
| Épaulé-jeté | Yousry Shallali 152,5 kg       | Maarouf Tarha 150 kg        | Mohamed Zaouhair Maghrabi 135 kg   |       |       |
| Total       | Yousry Shallali 270 kg         | Maarouf Tarha 265 kg        | Mohamed Zaouhair Maghrabi 247,5 kg |       |       |
| 70 kg       |                                |                             |                                    |       |       |
| Arraché     | Abdel Monaim Yahyaoui 137,5 kg | Ahmed Samir Ahmed 135 kg    | Fouad Bouzenada 127,5 kg           |       |       |
| Épaulé-jeté | Abdel Munaim Yahyaoui 175 kg   | Ahmed Samir Ahmed 172,5 kg  | Fouad Bouzenada 160 kg             |       |       |
| Total       | Abdel Monaim Yahyaoui 312,5 kg | Ahmed Samir Ahmed 307,5 kg  | Fouad Bouzenada 287,5 kg           |       |       |
| 76 kg       |                                |                             |                                    |       |       |
| Arraché     | Abdallah Sebaï 140 kg          | Raafat Ali 140 kg           | Abdallah Eskandarani 130 kg        |       |       |
| Épaulé-jeté | Raafat Ali 175 kg              | Abdallah Sebaï 172,5 kg     | Abdallah Eskandarani 160 kg        |       |       |
| Total       | Raafat Ali 315 kg              | Abdallah Sebaï 312,5 kg     | Abdallah Eskandarani 290 kg        |       |       |
| 82 kg       |                                |                             |                                    |       |       |
| Arraché     | Adel Nasser 152,5 kg           | Khajik Khajuria 150 kg      | Fadi Amiche 135 kg                 |       |       |
| Épaulé-jeté | Adel Nasser 187,5 kg           | Fadi Amiche 180 kg          | Khajik Khajuria 175 kg             |       |       |
| Total       | Adel Nasser 340 kg             | Khajik Khajuria 325 kg      | Fadi Amiche 315 kg                 |       |       |
| 91 kg       |                                |                             |                                    |       |       |
| Arraché     | Nasser Sayed Helal 150 kg      | Abdelaziz Mezouar 135 kg    | Taieb Boulahya 130 kg              |       |       |
| Épaulé-jeté | Nasser Sayed Helal 177,5 kg    | Abdelaziz Mezouar 175 kg    | Taieb Boulahya 165 kg              |       |       |
| Total       | Nasser Sayed Helal 327,5 kg    | Abdelaziz Mezouar 310 kg    | Taieb Boulahya 295 kg              |       |       |
| 99 kg       |                                |                             |                                    |       |       |
| Arraché     | Khaled El Qorani 150 kg        | Djamel Aggoune 145 kg       | Hussein El Madan 130 kg            |       |       |
| Épaulé-jeté | Khaled El Qorani 185 kg        | Djamel Aggoune 182,5 kg     | Hussein El Madan 152,5 kg          |       |       |
| Total       | Khaled El Qorani 335 kg        | Djamel Aggoune 327,5 kg     | Hussein El Madan 282,5 kg          |       |       |
| −108 kg     |                                |                             |                                    |       |       |
| Arraché     | Tharwat El Bendary 165 kg      | Hassanein Echeikh 152,5 kg  | Salim Hadji 135 kg                 |       |       |
| Épaulé-jeté | Tharwat El Bendary 200 kg      | Hassanein Echeikh 195 kg    | Salim Hadji 150 kg                 |       |       |
| Total       | Tharwat El Bendary 365 kg      | Hassanein Echeikh 347,5 kg  | Salim Hadji 285 kg                 |       |       |
| +108 kg     |                                |                             |                                    |       |       |
| Arraché     | Abdallah Seif 157,5 kg         | Hassanein Mokallad 155 kg   | Hany Mohamed Mahmoud 155 kg        |       |       |
| Épaulé-jeté | Hany Mohamed Mahmoud 197,5 kg  | Hassanein Mokallad 192,5 kg | Ali Choukir 190 kg                 |       |       |
| Total       | Hany Mohamed Mahmoud 352,5 kg  | Hassanein Mokallad 347,5 kg | Ali Choukir 342,5 kg               |       |       |

## Source
- (ar)« 8èmes Jeux panarabes », Al-Ahram-Sports, 6 août 1997, pages 53-59.